# Luis Gómez
Luis Gómez (né le 20 avril 1972) est un footballeur équatorien. Il a notamment joué à la LDU Quito.

## Biographie
En juin 2002, le sélectionneur Hernán Darío Gómez annonce que Luis Gómez est retenu dans la liste des 23 joueurs pour jouer la Coupe du monde 2002 au Japon.